# Didier Gigon
Didier Gigon (Biel, 1968. március 10. –) svájci labdarúgó-középpályás.

## Pályafutása

### A válogatottban
1990. április 3-án Luzernben mutatkozott be a svájci válogatottban, amikor Svájc 2–1-re legyőzte Romániát.

## Sikerei, díjai
Neuchâtel Xamax
- Svájci szuperkupa: 1988, 1990